# Urusos kút
Oroszhegy északi határában, a Kápolnamező nevű helyen található az Urusos kút.

## Története
Régóta neves búcsújáró hely a kis udvarhelyszéki település, Oroszhegy északi határában található Kápolnamező. Az itt felfakadó forrás híres csodás gyógyhatásáról, a mai napig zarándokolnak oda különféle betegségekben szenvedők a gyógyulás reményében. 
A legenda szerint Szent László seregével ezen a tájon haladt át,  mikor katonái hirtelen megbetegedtek, testüket fekély borította be. A király Istenhez fohászkodott, majd leszúrta a kardját a földbe, melynek nyomán egy forrás buzogott fel. Előbb Szent László, majd a katonái is megfürödtek a vízben és csoda megtörtént, a fekélyes katonák meggyógyultak. 
A forrás a nevét a gyógyító hatásáról kapta, régiesen „urusos”, azaz orvosló, gyógyhatású víz. Évszázadok óta zarándokolnak ide a különféle betegségekben szenvedők. A sebek gyógyítására alkalmas forrás vizével a zarándokok a beteg testrészeiket mosták meg. Sokan gyerekeiket is kivitték a forráshoz, az itt található esztenában vagy kint a szabadba, fürösztőedényben mosdatták meg a betegeket a hozzátartozóik. Az otthon maradt betegeknek  hazaszállították a gyógyforrás vizét, melyről az tartották, hogy soha nem romlik meg és a merítéskor zavaros, piszkos vize csodásan letisztul egy idő után. A zarándokok a forrás mellett található fára a gyógyhatású vízben megmártott ruhadarabokat aggattak, a hatásosabb gyógyulás reményében. 
A helyiek úgy tartják, hogy a gyógyforrás vize áldozó csütörtökön, a nap első sugaránál a leghatásosabb. Orbán Balázs szerint Karry Miklós 1723-ban kápolnát épített a csodaforrásnál, itt minden évben áldozó csütörtökön nagy búcsút tartottak. A népszerű, sokak által látogatott búcsút Batthyány Ignác, Erdély püspöke 1783-ban betiltotta, a kápolnát leromboltatta, a búcsújárók erőszakos, a vallásos élettel össze nem egyeztethető viselkedése miatt. A forrás gyógyhatásába vetett hit azonban a következő évszázadokban tovább élt az emberekben, az Urusos kúthoz és az itt található kápolna romjához minden évben ellátogatnak a gyógyulni vágyók. A helyiek napjainkban is elzarándokolnak áldozócsütörtökön a forráshoz, megemlékeznek a hajdani búcsúkról,  a régi hagyományról.
Helyi kezdeményezésére 2012-ben megújult a csodaforrás, a környékét rendbetették, megfelelő kocsiutat alakítottak ki a falutól az Urusos kúthoz.

## Külső hivatkozások
- Archiválva 2018. március 29-i dátummal a Wayback Machine-ben